# یوستاس مایلز
یوستاس مایلز (انگلیسی: Eustace Miles; ۲۲ سپتامبر ۱۸۶۸ – ۲۰ دسامبر ۱۹۴۸) تنیس‌باز اهل بریتانیا بود.